# Wysoczka (Masyw Śnieżnika)
Wysoczka (dawniej niem. Am Hohen lub Der Hohe) – szczyt na wysokości 1185 m n.p.m., znajdujący się w Masywie Śnieżnika w Sudetach, na terenie Śnieżnickiego Parku Krajobrazowego.

## Geografia i geologia
Wysoczka wyrasta jako kulminacja na północno-zachodnim zboczu Goworka w bocznym rozłogu Śnieżnika. Zbudowana jest z gnejsów śnieżnickich, należących do metamorfiku Lądka i Śnieżnika, porośnięta świerkowym lasem regla dolnego. Z jej zachodniego zbocza wypływa rzeka Nowinka.

## Turystyka
Przez Wysoczkę przechodzą dwa piesze szlaki turystyczne:
- północne zbocze trawersuje niebieski, międzynarodowy szlak E3 z Międzylesia do schroniska PTTK „Na Śnieżniku”,
- żółty szlak łącznikowy przechodzi przez zachodnie zbocze z Międzygórza na Trójmorski Wierch

Oba te szlaki krzyżują się na zachodnim stoku w punkcie, w którym przygotowane jest miejsce odpoczynku dla turystów.